# Derek Webb
Derek Walsh Webb  (nascido a 27 de Maio de 1974 em Memphis, no Tennessee) é um cantor e compositor americano que começou sua carreira na banda Caedmon's Call e mais tarde embarcou numa carreira solo de sucesso. 
Webb completou o Ensino Médio na Klein High School em Klein, no Texas em 1992. Era um membro ativo da Young Life e trabalhou um mês no Rancho dessa organização em 1999. Como membro da banda texana Caedmon's Call de Houston, Webb chegou a vender um milhão de cópias de discos, sendo indicado a nove GMA Dove Awards, ganhando 3 destas indicações. Seis músicas do Caedmon's Call alcançaram o primeiro lugar das rádios cristãs.
Em 2003, Webb deixou o Caedmon's Call para se lançar numa carreira solo. Após a saída da banda, ele lançou cinco álbuns de estúdio, um disco ao vivo, dois DVD's e dois EP (um deles com sua esposa, Sandra McCracken). Estes trabalhos não alcançaram a popularidade do Caedmon's Call, mas Webb teve mais liberdade para deixá-los como ele queria.
A 22 de Maio de 2007, noticiou-se que Webb estava de volta ao Caedmon's Call, compondo e gravando para o disco intitulado Overdressed  e também acompanhando a turnê.
Atualmente o músico mora em Nashville, no Tennessee com sua esposa Sandra McCracken, companheira de composição e de interpretação. Ele também é membro da Square Peg Alliance, um grupo de 9 músicos e amigos que tocam juntos para promover um ao outro.
Seu mais recente álbum, I Was Wrong, I'm Sorry & I Love You, será lançado em 3 de setembro de 2013.

## Caedmon's Call
Caedmon's Call foi formado em 1993 com quatro membros originais (dos quais três ainda permanecem), Cliff Young, Danielle Glenn, Todd Bragg, e Aaron Tate. Aaron Tate, contudo, não chegoua a fazer turê com a banda, e apenas contribuiu com os seus talentos para a composição, compartilhando os direitos autorais com Derek Webb que também tocava guitarra base.
Em Junho de 1994, a banda lançou o primeiro álbum, My Calm // Your Storm , que, originalmente, era somente uma fita demo. Ele foi reeditado duas vezes no mesmo ano com uma capa diferente a cada edição. Em 1996 a banda assinou com o extinto selo Warner Alliance, produzindo assim o primeiro disco propriamente dito. Chegando 110º lugar na parada da Billboard 200, o disco acabou levando o GMA 1998 de Modern Rock Álbum do ano.
Depois da falência da Warner Alliance em 1998, o Caedmon's Call assinou contrato com a Essential Records, onde lançaram 40 Acres  (1999), Long Line of Leavers  (2000), In the Company of Angels: A Call to Worship  (2001) e Back Home  (2003). Todos estes discos tiveram sucesso razoável, alcançando, respectivamente as posições 61, 58, 72 e 66 na Billboard 200. Estranhamente, Webb não escreveu nenhuma música para os discos In the Company of Angels  e Back Home , mesmo sendo o compositor principal da banda antes de seu lançamento. Durante este período,City on a Hill: Songs of Worship and Praise  (2000) e City on a Hill: Sing Alleluia  (2002) , Webb manteve, paralelamente, sua carreira solo e sua participação no Caedmon's Call, o que lhe garantiu o prêmio GMA Special Event Album of the Year de 2001 e 2003.
Em 2003, depois do lançamento bem sucedido de Back Home , Webb abandonou a banda de vez para se dedicar à carreira solo. No ano seguinte, o Caedmon's Call lançou Chronicles 1992-2004  (2004), uma coletânea das melhores músicas da banda, que incluía canções de Webb. Recentemente, o Caedmon's Call foi contratado pela INO Records, permitindo que Webb retornasse à banda para o lançamento de Overdressed.

## Carreira Solo

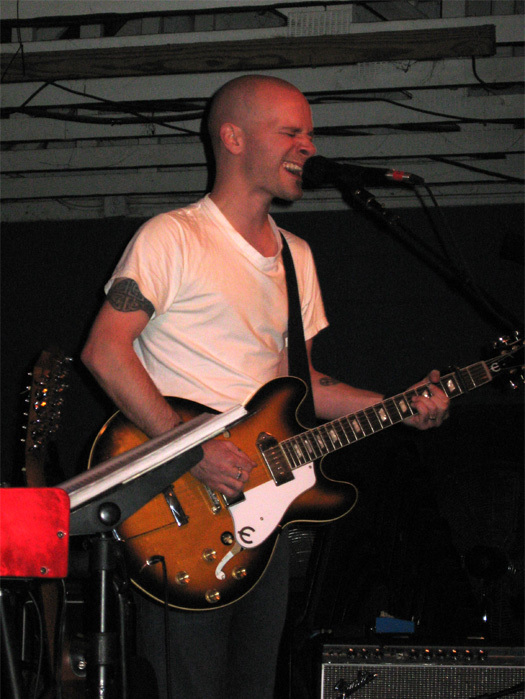
Derek Webb (2007)

Seu primeiro álbum solo, She Must and Shall Go Free  (2003) é lembrado como causador de controvérsia nos círculos da Música Cristã Contemporânea; alguns distribuídores de música cristã se negaram a vender o álbum por conta de sua linguagem "forte".
Uma das músicas geradoras da polêmica foi Wedding Dress , em que Webb compara os cristãos que procuram preenchimento fora de Cristo a prostitutas. Na letra introspectiva, Webb canta "Sou uma vadia, eu confesso/ Eu te visto como um vestido de noiva ".
Outra música geradora de controvérsias foi Saint and Sinner  em que Webb escreve "I used to be a damned mess but now I look just fine, 'Cause you dressed me up and we drank the finest wine " (Eu costumava ser um maldito, mas agora eu pareço bem, 'Pois você me vestiu e nós bebemos do melhor vinho) . A palavra 'damned', que possui um sentido ofensivo e forte em inglês, foi removida da versão final do disco, a pedido de dois distribuídores poderosos.
Após o lançamento de She Must and Shall Go Free , Webb fez uma turnê nacional tocando na casa dos fãs. Isso proporcionou uma grande oportunidade de interagir com os fãs. Em seguida lançou um álbum dessa "House Tour", chamado The House Show  (2004).
O segundo disco, I See Things Upside Down  (2004), gerou críticas variadas. Todo o marketing com as estações de rádio cristãs usado no seu primeiro álbum solo e nos discos com o Caedmon's Call foi interrompido, mesmo que os álbuns contivessem, explicitamente, letras de conteúdo cristão. Em comparação aos trabalhos anteriores de Webb, este álbum é conhecido por seu caráter "experimental", chegando a ser comparado com a música do Wilco. Webb afirmou que o álbum "decepciona qualquer expectativa, livrando-me para que eu faça o que quiser." Depois de I See Things Upside Down , Webb lançou um DVD ao vivo chamado How to Kill and Be Killed  (2005).
Seu terceiro trabalho, intitulado Mockingbird  (2005), foi lançado a 26 de dezembro de 2005. O álbum discute assuntos de política, justiça social e guerra. Derek Webb afirma que tratou destes assuntos para estimular discussões e envolver as pessoas, provocando mudanças na pesperctiva dos grandes problemas enfrentados pelo mundo na atualidade. A fim de ampliar estes debates à pessoas sem muito interesse de adquirir o disco, em Setembro de 2006, Webb forneceu o download gratuito do disco Mockingbird  num site chamado 'Free Derek Webb' (que não existe mais). O disco ficou disponível sem custos até o dia 8 de dezembro de 2006. Mais de 80,000 cópias gratuitas do álbum foram baixadas nesse período.
Em 30 de janeiro de 2007, Webb lançou dois EP. As mesmas músicas, de desde o início de sua carreira, se repetiam em ambos. One Zero (Acoustic),  continha reinterpretações em versões acústicas, e estava disponível apenas em lojas. One Zero (Remix)  usava trilhas originais das gravações em estúdios, remixadas por Will Hunt. Esta versão mais experimental estava disponível apenas na internet.
O próximo projeto de Derek webb, The Ringing Bell  foi lançado a primeiro de Maio de 2007. Antes do dia de lançamento, ele estava disponível para pré-venda no site TheRingingBell.com numa edição "deluxe" que incluía uma história ilustrada com 96 páginas inspirada no álbum. Aqueles que adquiriam o álbum nessa pré-venda da edição deluxe, também podiam baixar o álbum completo via internet.
No dia 12 de maio de 2009, Webb enviou uma newsletter avisando que seu póximo álbum, Stockholm Syndrome , fora repudiado por sua gravadora  por ser muito controverso para a publicação naquele selo. "Parece que eu finalmente encontrei a fronteira até onde a minha gravadora pode me apoiar, e, ao que parece, eu a cruzei" escreveu o cantor. "Nesse momento nós não sabemos quando o álbum vai sair e de que forma será lançado. A maior parte da controvérsia está numa música, que eu considero ser uma das mais importantes do disco. Por várias questões legais e jurídicas nós precisamos ser muito cuidadosos nos nossos próximos passos.".
O lançamento do disco solo "Stockholm Syndrome" foi feito no website oficial, derekwebb.com, no dia 7 de julho de 2009 numa versão digital. Ele também forneceu cópias físicas de duas versões: uma completa e outra editada para retirar a canção "What Matters More" para o disco que foi lançado a primeiro de setembro de 2009.

## Um homem de negócios
Na turnê do disco Mockingbird , Webb notou que o público de seu show cresceu de modo espantoso, depois que o dwonload gratuito do disco Mockingbird  foi liberado. Ele explicou que para um artista de nichos, o valor das recomendações feitas boca a boca é bem maior do que o dinheiro alcançado nas vendas online. As vendas do disco até aumentaram depois de sua distribuição gratuita. Desse modo, em maio de 2007, em resposta ao sucesso da distribuição livre de Mockingbird , Webb reuniu-se aos veteranos da indústria musical Mark Nicholas, David McCollum, e Brannon McAllister para criar o NoiseTrade.com. O site permite que os fãs baixem gratuitamente as músicas de artistas independentes que usam o serviço.
O site é uma fonte de divulgação por meio de distribuição (trade) em parceria: o fã terá a música de graça, e em troca fará barulho (noise) sobre o artista divulgando a música entre os amigos via email. (Além diso, o consumidor, se quiser, pode pagar o quanto achar justo.) No site, o usuário poderá encontrar novos tipos de música em qualquer custo,usando as recomendações ou o fórum para conhecer os artistas. Os artistas também poderão usar as informações de CEP para escolher os locais de shows em áreas com o maior número de fãs atuais e potenciais.

## Outros projetos
Derek Webb está envolvido com a organização sem fins lucrativos To Write Love on Her Arms.
Durante as eleições primárias de 2008 nos Estados Unidos, Webb apoiou oficialmente a candidatura de Ron Paul para a presidência. Mais tarde, no mesmo ano, ele iniciou uma polêmica nas eleições quando na revista Patrol Magazine, encorajou aos leitores que não votassem se eles estivessem escolhendo "o menor dos males" entre duas opções. Ele também disponibilizou o artigo numa versão falada numa faixa de áudio em uma nova edição gratuita de Mockingbird : a "Elections Edition".

## Discografia
| Caedmon's Call - 1994: My Calm // Your Storm - 1995: Just Don't Want Coffee - 1997: Caedmon's Call - 1999: 40 Acres - 2000: Long Line of Leavers - 2001: In the Company of Angels: A Call to Worship - 2003: Back Home - 2007: Overdressed Carreira Solo - 2003: She Must and Shall Go Free - 2004: I See Things Upside Down - 2005: Mockingbird - 2007: The Ringing Bell - 2009: Stockholm Syndrome - 2012: "Ctrl" - 2013: "I Was Wrong, I'm Sorry & I Love You" | Caedmon's Call - 1997: Limited Edition Tour EP - 1997: The Guild Collection Vol. 1 - 1997: Intimate Portrait - 1998: The Guild Collection Vol. 2 - 2000: Songs from the Guild - 2001: The Guild Collection Vol. 3 - 2004: Chronicles 1992-2004 Carreira Solo - 2004: The House Show - 2005: How to Kill and Be Killed (DVD) - 2007: One Zero (Acoustic) - 2007: One Zero (Remix) - 2008: The Ampersand EP (with Sandra McCracken) - 2009: Paradise Is a Parking Lot (DVD) - 2010: Democracy Vol. 1 - "Out Of Heaven" - Bifrost Arts' Salvation is Created (Sounds Familyre 2009) |